# آگوست هلمانس
آگوست هلمانس (به انگلیسی: August Hellemans) بازیکن فوتبال اهل بلژیک و عضو تیم ملی فوتبال بلژیک است که در تاریخ ۵ ژوئن ۱۹۲۸ میلادی اولین بازی ملی‌اش را مقابل تیم ملی فوتبال هلند انجام داد. او در ۲۸ بازی ملی حضور داشت و جمعاً ۲۵۲۰ دقیقه برای تیم ملی فوتبال بلژیک به میدان رفت. آگوست هلمانس آخرین بازی ملی خود را در تاریخ ۲۱ ژانویه ۱۹۳۴ میلادی در برابر تیم ملی فوتبال فرانسه انجام داد. وی در بازی‌های ملی‌اش گلی به ثمر نرساند.